# Jules Méline
Jules Méline (Remiremont, 1838. május 20. – Párizs, 1925. december 21.) francia jogász, politikus. A Harmadik Francia Köztársaság 33. miniszterelnöke 1896 és 1898 között.

## Pályafutása
A köztársaságpárti Méline a Második Francia Császárság végén kezdte meg ügyvédi karrierjét Párizsban. 1861-ben Georges Clemenceau mellett társalapítója volt a Le Travail hetilapnak. Párizs első kerületében polgármester helyettesként működött, amikor 1871 márciusában beválasztották a párizsi kommünbe. Tisztségéről azonban rövid idő után lemondott. 1872-ben Vosges megye képviselőjévé választották. Sokat foglalkozott a fonó manufaktúrák helyzetével. Többször javasolta a nemzetgyűlésben a vámösszegek emelését a nemzeti ipar védelme érdekében. 1876–77-ben igazságügyi államtitkár helyettes lett.
1883. február 29-én megkapta a mezőgazdasági tárcát Jules Ferry második kormányában, és 1885. április 5-ig maradt hivatalban. Munkáját lelkiismeretesen végezte, és a mezőgazdaság problémáinak nagy szakértője lett. A protekcionizmus híveként megszavaztatta a vámot a cukor és gabona importjára, de jól látta, hogy ez az intézkedés csak átmenetileg védi a gazdálkodókat. Elrendelte az agráriskolák létesítését és a gazdász tanárok képzését megyei szinten annak érdekében, hogy nagyobb szaktudással jobb terméseredményeket érjenek el a paraszti gazdaságok. Javaslatára a Crédit agricole helyi pénztárai is megnyíltak.
1896. április 28-án Félix Faure elnök Franciaország kormányfőjévé nevezte ki, de a mezőgazdasági tárcát is megtartotta. 
Miniszterelnöksége idején bátorította a kölcsönös segélyező egyesületek alapítását, és törvényt szavaztatott meg a munkahelyi balesetek kártérítésére.
1903 és 1925 között a szenátusban képviselte Vosge megyét. 1915–16-ban ismét a mezőgazdasági minisztérium élére került.

## Írásai
- Le Retour à la terre... (1905)
- Le Salut par la terre (1919)

## Magyarul megjelent művei
- Vissza a faluba; ford. Mauks Gyula, bev. Mailáth József; Pátria, Bp., 1906 (A Magyar Gazdaszövetség kiadványai)

## Kapcsolódó szócikk
- Franciaország miniszterelnökeinek listája